# Шевченко (Омская область)
Шевче́нко — село в Москаленском районе Омской области России. Административный центр Шевченковского сельского поселения.

## География
Село расположено в лесостепи в пределах Ишимской равнины, относящейся к Западно-Сибирской равнине. Рек и озёра отсутствуют. Окружено полями, изредка встречаются берёзовые и берёзово-осиновые колки. Распространены чернозёмы языковатые обыкновенные. Высота центра населённого пункта — 116 метров над уровнем моря.
По автомобильным дорогам расстояние до районного центра посёлка Москаленки — 18 км, до областного центра города Омск — 120 км. Ближайшая железнодорожная станция расположена в посёлке Москаленки.
Климат
Климат умеренный континентальный (согласно классификации климатов Кёппена-Гейгера — тип Dfb). Среднегодовая температура положительная и составляет +1,3 °С, средняя температура самого холодного месяца января −17,5 °C, самого жаркого месяца июля +19,5 °С. Многолетняя норма осадков — 377 мм, наибольшее количество осадков выпадает в июле — 64 мм, наименьшее в марте — 13 мм

## История
Основано в 1906 году переселенцами из Черниговской, Киевской, Полтавской, Орловской, Могилёвской губерний. Село относилось к Украинской волости Омского уезда Акмолинской области. Для питья воду брали из колодцев. Переселенцы привозили с собой лошадей, коров, телеги. Главное занятие жителей — хлебопашество, скотоводство было развито слабо. В 1902 году в селе открыто начальное народное сельское училище.
В 1922 году создаётся коммуна «Беднота», затем с 1930 года появляются колхозы «Красный украинец» и имени Шевченко.
Более 300 жителей села принимали участие в боевых действиях на фронтах Великой Отечественной войны.
В 1969 году село переименовано в Шевченко.

## Население
| 1914 | 2010 |
| ---- | ---- |
| 619  | ↗940 |